# پائول ال. کرک
پائول ال. کرک (به انگلیسی: Paul L. Kirk)؛ ( زاده ۹ مه ۱۹۰۲ - درگذشته ۵ ژوئن ۱۹۷۰) شیمی‌دان آمریکایی،متخصص پزشکی قانونی و ریزبینی و از مشارکت‌کنندگان پروژه منهتن بود.